# Eedson Burns
Eedson Louis Millard Burns, noto anche come E.L.M. Burns (Westmount, 17 giugno 1897 – Manotick, 13 settembre 1985) è stato un generale canadese.
Ufficiale di carriera del genio militare durante la prima guerra mondiale, Burns svolse vari incarichi di stato maggiore durante il periodo interbellico e la prima parte della seconda guerra mondiale. Divenuto ufficiale comandante della 5th Canadian (Armoured) Division nel gennaio 1944 e del I Canadian Corps nel marzo seguente, guidò quest'ultimo nel corso della campagna d'Italia ma senza mettersi in luce.
Nel dopoguerra comandò alcune missioni di pace delle Nazioni Unite in Medio Oriente, per poi servire come ambasciatore e consigliere in materia di disarmo dopo il ritiro dal servizio attivo nel 1959.

## Biografia

### Primi incarichi militari

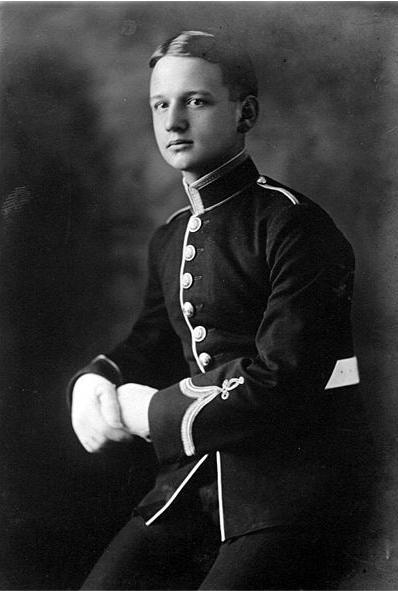
Burns nel 1914 come cadetto dell'accademia militare canadese

Nato a Westmount nel Québec (oggi parte della città di Montréal), all'età di 16 anni Burns si arruolò come soldato semplice nel reggimento 17th Duke of York's Royal Canadian Hussars della Canadian Militia (il corpo di difesa territoriale del Canada), per poi entrare come allievo ufficiale al Royal Military College of Canada di Kingston nell'agosto 1914, poco dopo lo scoppio della prima guerra mondiale. Dopo aver frequentato i corsi per ufficiali solo per un anno, Burns uscì dall'accademia nel giugno 1915 con un certificato di abilitazione, entrando quindi come tenente nel corpo del genio militare canadese (Royal Canadian Engineers); inviato in Inghilterra nel marzo 1916, dall'agosto dello stesso anno fu in azione sul fronte occidentale con il Canandian Corps, servendo nel corpo delle trasmissioni. Alla fine della guerra nel novembre 1918 Burns, due volte ferito in azione, aveva conseguito il brevetto di capitano oltre a essere stato insignito della Military Cross per un'azione sotto il fuoco nemico.
Nel dopoguerra, Burns continuò la sua carriera militare nella Permanent Active Militia (le forze terrestri professionali canadesi, dal 1940 Canadian Army). Ufficiale di stato maggiore nella 12th Canadian Infantry Brigade, tra il 1920 e il 1921 Burns studiò presso la School of Military Engineering di Chatham in Inghilterra, per poi servire come istruttore del genio militare presso il Royal Military College of Canada di Kingston; promosso maggiore nel marzo 1927, studiò tra il 1928 e il 1929 all'Army Staff College di Quetta nell'India britannica. Dal 1931 al 1936 fu in forza alla sezione geografica dello stato maggiore generale canadese, dando un notevole contributo allo sviluppo della cartografia militare del paese; promosso tenente colonnello nel luglio 1935, dal febbraio 1939 frequentò i corsi dell'Imperial Defence College, prestigiosa scuola di studi militari di Londra. Durante tutto il periodo interbellico, Burns scrisse diversi articoli per la rivista militare nazionale Canadian Defense Quarterly e, sotto lo pseudonimo di "Arlington B. Conway", per la rivista statunitense The American Mercury, trattando vari temi come l'addestramento delle truppe, l'organizzazione delle divisioni di fanteria e delle nuove divisioni corazzate, il bombardamento aereo delle città e la necessità di motorizzare i reparti di cavalleria.

### La seconda guerra mondiale
Allo scoppio della seconda guerra mondiale nel settembre 1939 Burns fu subito assegnato allo stato maggiore delle forze canadesi nel Regno Unito, preparando il trasferimento oltremare della 1st Canadian Infantry Division; promosso colonnello nel maggio 1940, fu richiamato a Ottawa e assegnato allo stato maggiore generale come assistente del vice capo di stato maggiore. Divenuto generale di brigata nel febbraio 1941, fu rimandato nel Regno Unito nel maggio dello stesso anno per essere assegnato allo stato maggiore dell'appena costituito I Canadian Corps; questo incarico fu solo di breve durata, visto che nell'agosto 1941 Burns fu fatto ufficiale amministrativo del Canadian Armoured Corps (il neonato corpo truppe corazzate canadese), lavorando alla trasformazione in divisione corazzata della 4th Canadian Division nella quale, nel febbraio 1942, divenne ufficiale comandante di una delle sue brigate. Promosso maggior generale nel maggio 1943, Burns divenne ufficiale comandante della 2nd Canadian Infantry Division salvo poi passare al comando della 5th Canadian (Armoured) Division nel gennaio 1944, appena inviata a prendere parte alla campagna d'Italia sotto l'egida del I Canadian Corps.
Burns guidò la 5th Canadian Division in azione in Italia solo per pochi mesi, visto che nel marzo 1944 fu fatto ufficiale comandante dell'intero I Canadian Corps in sostituzione del generale Harry Crerar, richiamato nel Regno Unito per diventare nuovo comandante della First Canadian Army. Burns guidò il I Corps nelle difficili operazioni del fronte di Cassino, partecipando agli scontri dell'operazione Diadem nel maggio 1944 nella Valle del Liri che portarono infine alla rottura del fronte tedesco della Linea Gustav; il corpo d'armata canadese fu poi ritirato dal settore tirrenico del fronte alla fine di giugno e mandato su quello adriatico in agosto per partecipare all'avanzata generale verso nord attraverso le Marche. In settembre Burns guidò le forze canadesi nel corso dell'operazione Olive, il primo grande assalto alla Linea Gotica tedesca: l'azione portò a uno sfondamento nel settore di Rimini, ma fu infine bloccata. L'operato di Burns alla guida del corpo d'armata fu criticato per la sua scarsa flessibilità e il cattivo rapporto che aveva stabilito con i suoi ufficiali inferiori, e il 5 novembre 1944 il generale fu sostituito alla guida dell'unità dal tenente generale Charles Foulkes. Burns trascorse quindi il resto della guerra come ufficiale di stato maggiore presso il comando del 21st Army Group alleato sul fronte occidentale.

### Il dopoguerra

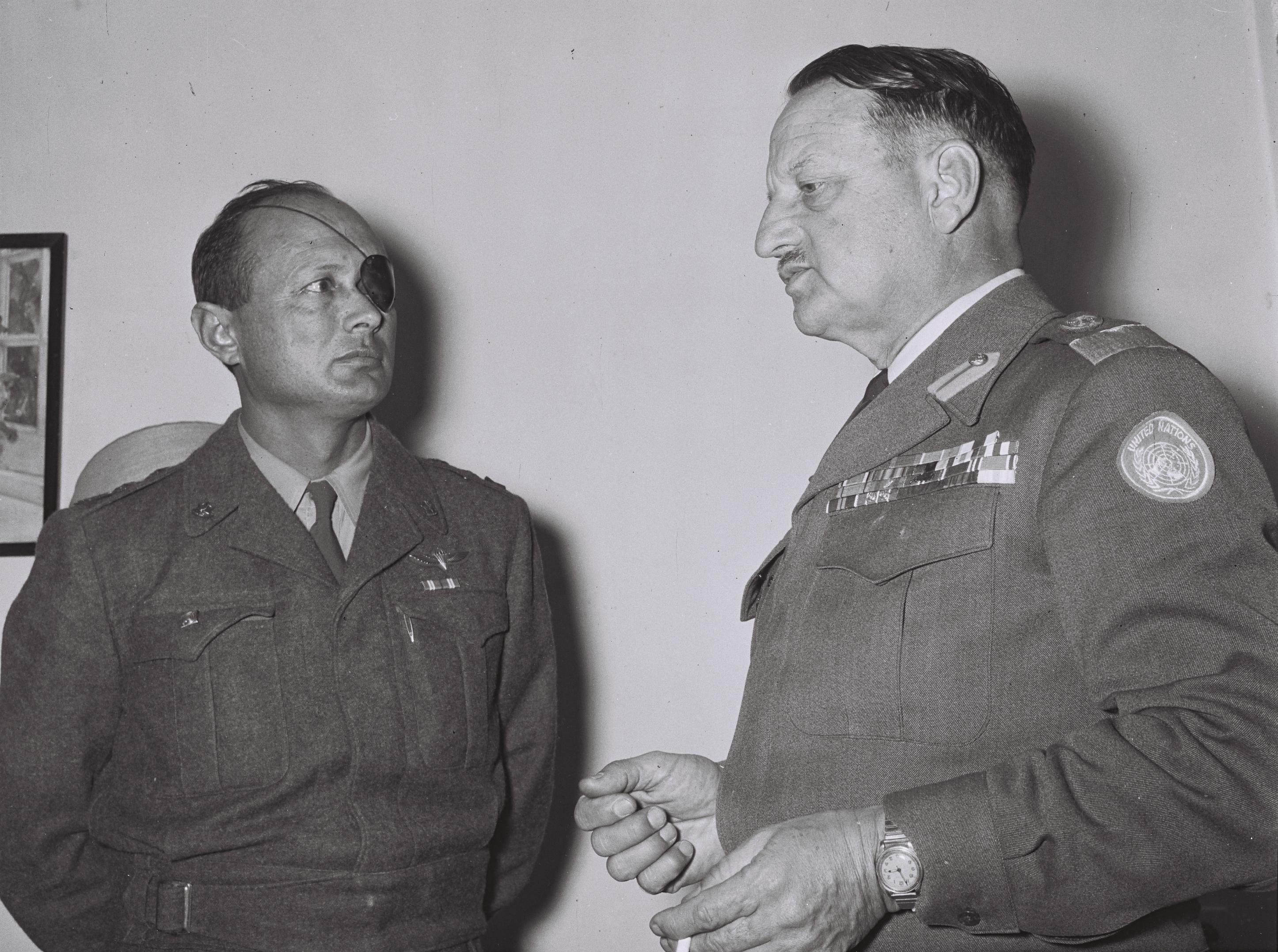
Burns (a destra) con Moshe Dayan nel 1957 durante il periodo al comando dell'UNEF

Nel secondo dopoguerra Burns fu fatto responsabile del Dipartimento veterani nel settembre 1945, incarico che conservò fino all'agosto 1954 quando fu nominato comandante dell'UNTSO, una missione delle Nazioni Unite incaricata di vigilare sul rispetto degli accordi di tregua tra Israele e le nazioni arabe confinanti dopo la conclusione della guerra arabo-israeliana del 1948. Dopo lo scoppio della crisi di Suez e i nuovi scontri armati tra Israele ed Egitto, nel novembre 1956 Burns assunse con il grado di tenente generale il comando dell'UNEF, una missione di peacekeeping delle Nazioni Unite incaricata di vigilare sul rispetto del nuovo armistizio nella penisola del Sinai; Burns mantenne tale incarico fino al 1959, quando lasciò il servizio attivo nell'Esercito canadese.
Dal 1960 Burns fu fatto ambasciatore, servendo come consigliere del governo canadese in materia di disarmo fino al 1969; tra il 1972 e il 1975 insegnò studi strategici presso l'Università Carleton di Ottawa, pubblicando anche diversi libri di memorie sulle sue esperienze come militare e ambasciatore. Burns morì all'età di 88 anni il 13 settembre 1985 nella sua casa di Manotick, un sobborgo di Ottawa.